# Čung-sing
Čung-sing (tradiční znaky: 中興, příp. 中興新村; tongyong pinyin: Jhongsing; hanyu pinyin: Zhōngxīng; tchajwansky: Hok-hing ) je město na Tchaj-wanu. Leží v centrální části ostrova Tchaj-wan v okrese Nan-tchou na úpatí kopce Chu-šan. Ve správním systému Čínské republiky bylo hlavním městem provincie Tchaj-wan, a to od roku 1957, kdy sem byla přesunuta správa provincie z Tchaj-peje až do roku 2018, kdy byla rozpuštěna.
Čung-sing byl vybudován podle konceptu britského zahradního města za účelem vytvoření nového sídla správy provincie Tchaj-wan. Stavba města byla dokončena v roce 1957, město tehdy pokrývalo celkovou plochu asi 200 hektarů. Při výstavbě Čung-singu bylo dbáno na vysoké ekologické standardy, uplatnil se zde také průkopnický projekt odvodu vody a kanalizace. Všechny budovy ve městě jsou stále vlastněny státní správou.
Budovy ve městě jsou postaveny do úhledných řad, duch sousedství byl však podpořen mj. umělou výstavbou slepých uliček. Město se honosí velkými parky, rybníčky, fontánami, rozlehlými trávníky, kokosovými palmami a mnohými stromy, které ve zdejším tropickém klimatu poskytují stín, a vytváří tak elegantní a příjemné prostředí.